# Vis-en-Artois
Vis-en-Artois é uma comuna francesa na região administrativa de Altos da França, no departamento de Pas-de-Calais. Estende-se por uma área de 6,42 km². Em 2010 a comuna tinha 666 habitantes (densidade: 103,7 hab./km²).